# Ibu Pertiwi

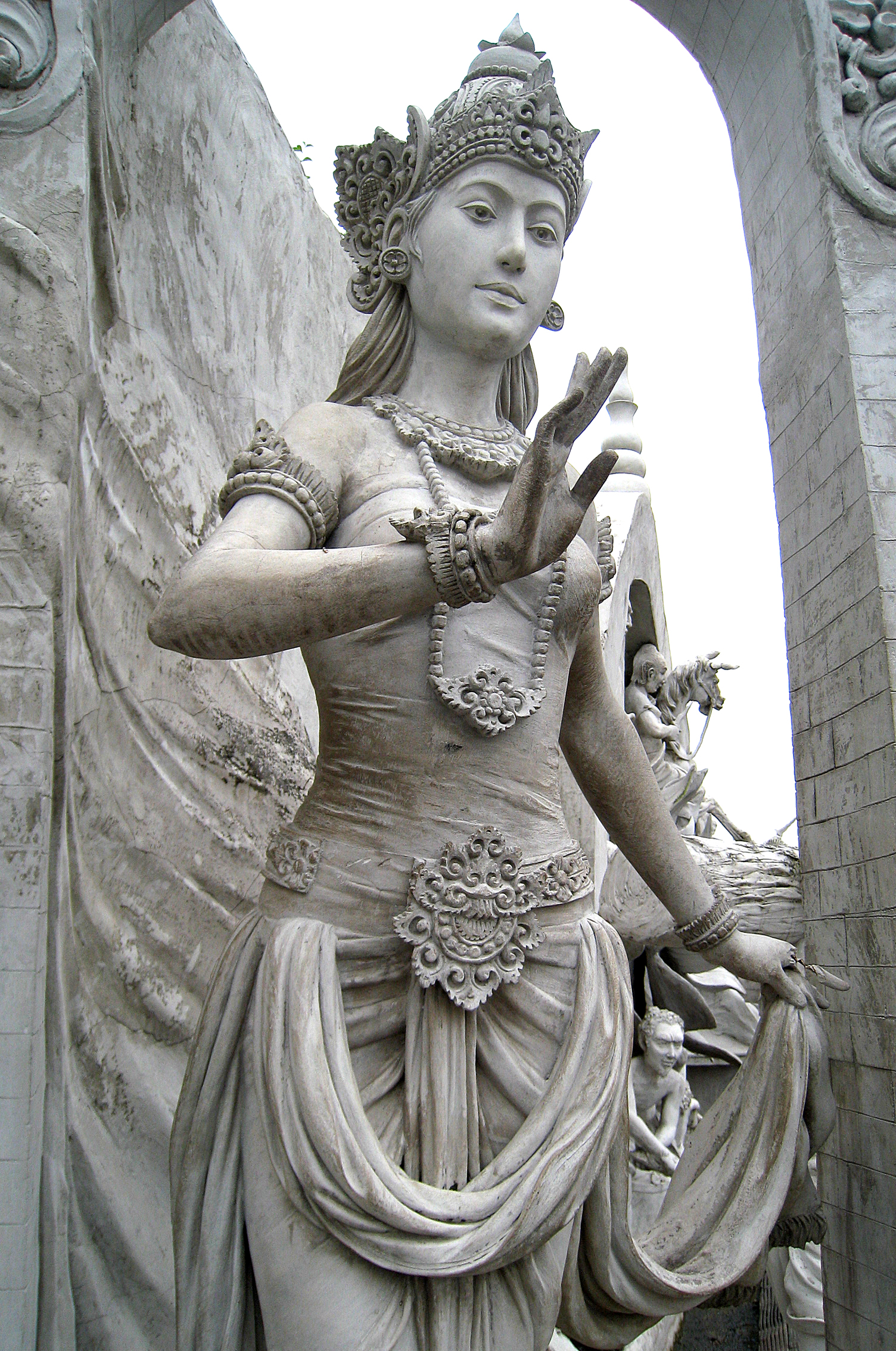
Imagen de una mujer o diosa con un atuendo antiguo de la realeza en el Monumento Nacional de Indonesia, Yakarta. Es probablemente la representación más popular de Ibu Pertiwi en Indonesia.

Ibu Pertiwi (en español: Madre Prithvi or Madre Tierra) es la personificación nacional de Indonesia, la alegoría de Tanah Air (en español: tierra y agua), la madre patria indonesia. Desde tiempos prehistóricos, las tribus del archipiélago a menudo veneraban a los espíritus de la tierra y la naturaleza como una madre que da la vida, una deidad femenina de la naturaleza. Tras la adopción del hinduismo en el primer milenio, esta figura de Madre se identificó con Pritiví, la diosa madre hinduista.
Ibu Pertiwi es un tema popular en canciones patrióticas y poemas, y se le menciona en algunas de ellas, como en "Ibu Pertiwi" e "Indonesia Pusaka". En el himno nacional "Indonesia Raya" la letra "Jadi pandu ibuku" ("Conviértete en el explorador/guía de mi madre") es una referencia de Ibu Pertiwi como la madre del pueblo indonesio. A pesar de su popularidad en canciones patrióticas y poemas, son escasas sus representaciones físicas e imágenes.